# Dimitri Varbanesco
Dimitri Varbanesco (Giurgiu, 5 octobre 1908 Paris 12e, 2 mai 1963) est un peintre d'origine roumaine appartenant à la nouvelle École de Paris.

## Biographie

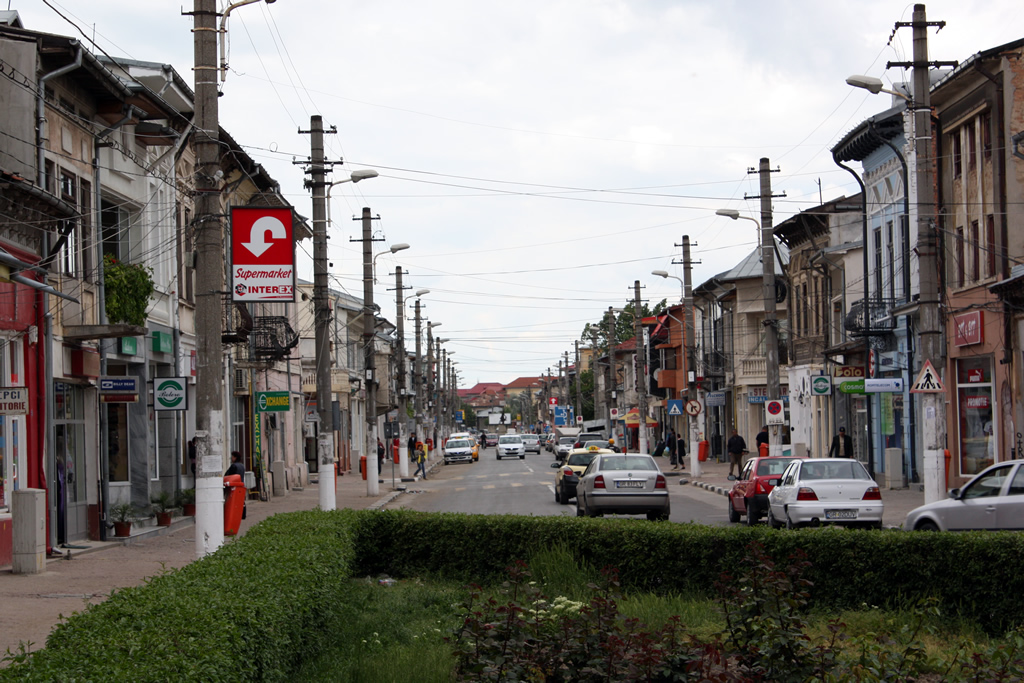
La ville de Giurgiu.

Dimitri Varbanesco dessine très jeune. À Giurgiu, dans la nuit du 15 août 1916, il assiste au bombardement par l'armée allemande des réservoirs de pétrole du port et à l'incendie qu'il provoque de leur « puissance mythique » à quelques centaines de mètres de sa maison. Au lycée son professeur de français lui fait connaître la littérature française et le surréalisme. En 1926 son père, pour le récompenser d'avoir réussi à un examen, lui fait donner pendant les vacances quelques leçons par le peintre A. Strambu qui avait lors d'un séjour parisien fréquenté les artistes de l'école de Barbizon. Il commence à dessiner des décors de théâtre pour Lucian Blaga et des « portraits synthétiques », notamment de Franz Kafka, Karel Čapek, Urmuz et Charles Dullin.
Quittant en 1929 la Roumanie sous le prétexte de suivre les études de Droit en France que lui conseille son père en vue d'une carrière de diplomate, Varbanesco s'installe à Grenoble où il s'inscrit à l'automne à la faculté de Droit en continuant de peindre. Il y reste de nombreuses années, encouragé par Andry-Farcy, alors conservateur du musée. Il rencontre en 1934, lors d'une soirée houleuse durant laquelle il parle du surréalisme, Suzanne Verdun qu'il épousera en 1955. En 1936 il est l'un des fondateurs à Grenoble des Cahiers ligures, publie un article sur « Le problème de la matière » et écrit plusieurs contes qu'il illustre, ainsi que Zalacaîn l'aventurier de Pío Baroja.

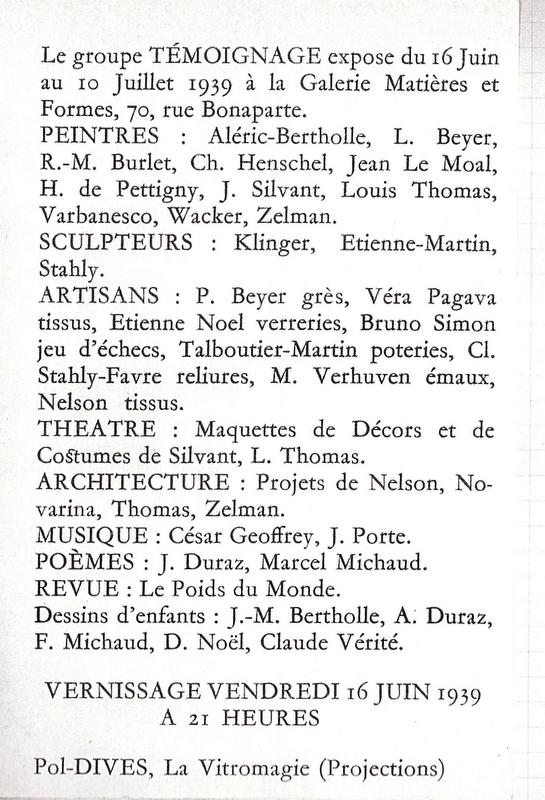
Exposition du groupe Témoignage, Paris, 1939

Aux côtés notamment de ses amis Jean Bertholle, Jean Le Moal, Étienne-Martin, François Stahly et Lucien Beyer, Dimitri Varbanesco participe à partir de novembre 1936 à toutes les expositions du groupe Témoignage animé à Lyon par Marcel Michaud puis à des expositions de la Galerie Folklore de Michaud en 1946 et 1949.
Pour la décoration de la salle de théâtre du Sanatorium des étudiants de France de Saint-Hilaire-du-Touvet, en Isère, Varbanesco réalise en 1937 et 1938 deux peintures, La Forêt en marche (325 × 355 cm) et Le Sacre du printemps (327 × 355 cm, déposé en 2011 au Musée des Années Trente de Boulogne-Billancourt). En 1938 il illustre La vie d'Adrien Zograffi de Panaït Istrati et son dessin Secret pour opérer un tremblement de terre (1934) est exposé à la librairie GLM aux côtés d'œuvres, notamment, de Dalí, Bellmer, Man Ray et Tanguy. Cinq autres dessins de Varbanesco figurent en mars 1939 dans le neuvième cahier des éditions GLM (textes de Lewis Carroll, Maurice Blanchard, Joë Bousquet, Raymond Roussel, Michel Leiris). Sa peinture La Femme et la Bête est reproduite la même année dans le deuxième numéro de la revue Le Poids du monde que Marcel Michaud consacre au groupe Témoignage (p. 70). La revue Confluences de René Tavernier publie en 1944 son essai «¨Peinture de formes et peinture d'expression ». Il est alors est en relations avec André Breton.

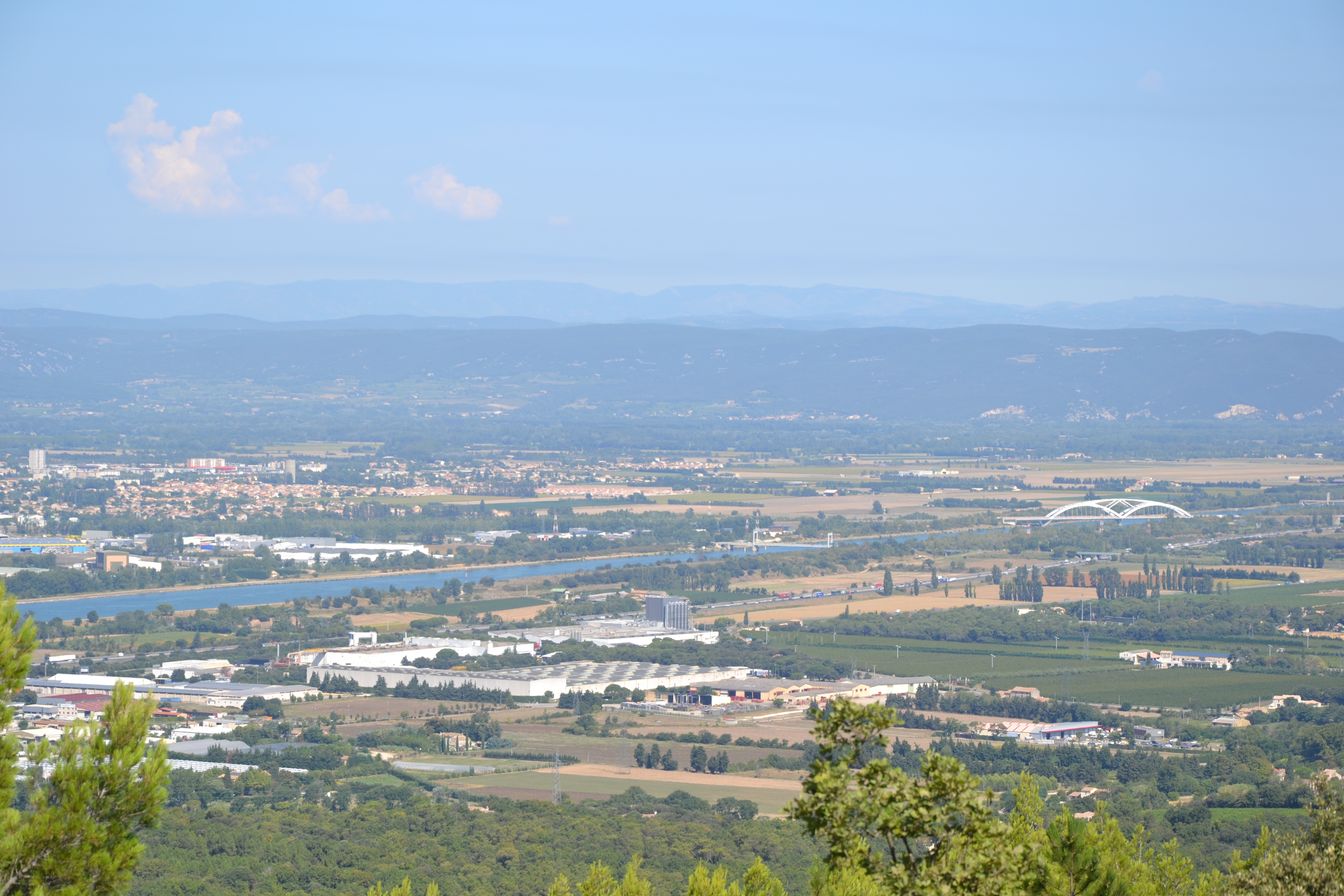
Saint-Restitut

Dimitri Varbanesco et sa compagne Suzanne Verdun, infirmière à l'hôpital de Grenoble, qu'il épouse en 1955, achètent dès 1947 une maison à Saint-Restitut, dans le sud de la Drôme. En 1950 Le Temps de la Poésie de Guy Lévis Mano présente dans son cinquième numéro des dessins de Varbanesco, qui compose l'année suivante la couverture du quatrième numéro (juin 1951) de la revue Constantes, dirigée par Marcel Michaud et André-Charles Gervais. En 1951 Varbanesco expose à Paris à la galerie M.A.I. La revue Abordages reproduit en 1952 des burins qu'il a réalisés pour Les Chants de Maldoror
Dimitri et Suzanne Varbanesco s'installent à Paris en 1955 au 10 rue Beaugrenelle, Suzanne Varbanesco continuant d'y travailler à l'hôpital et assurant ainsi au couple un revenu modeste. Varbanesco y meurt le 2 mai 1963 à l'hôpital Saint-Antoine. Ses obsèques ont lieu le 5 mai à Saint-Restitut où il séjournait durant l'été.

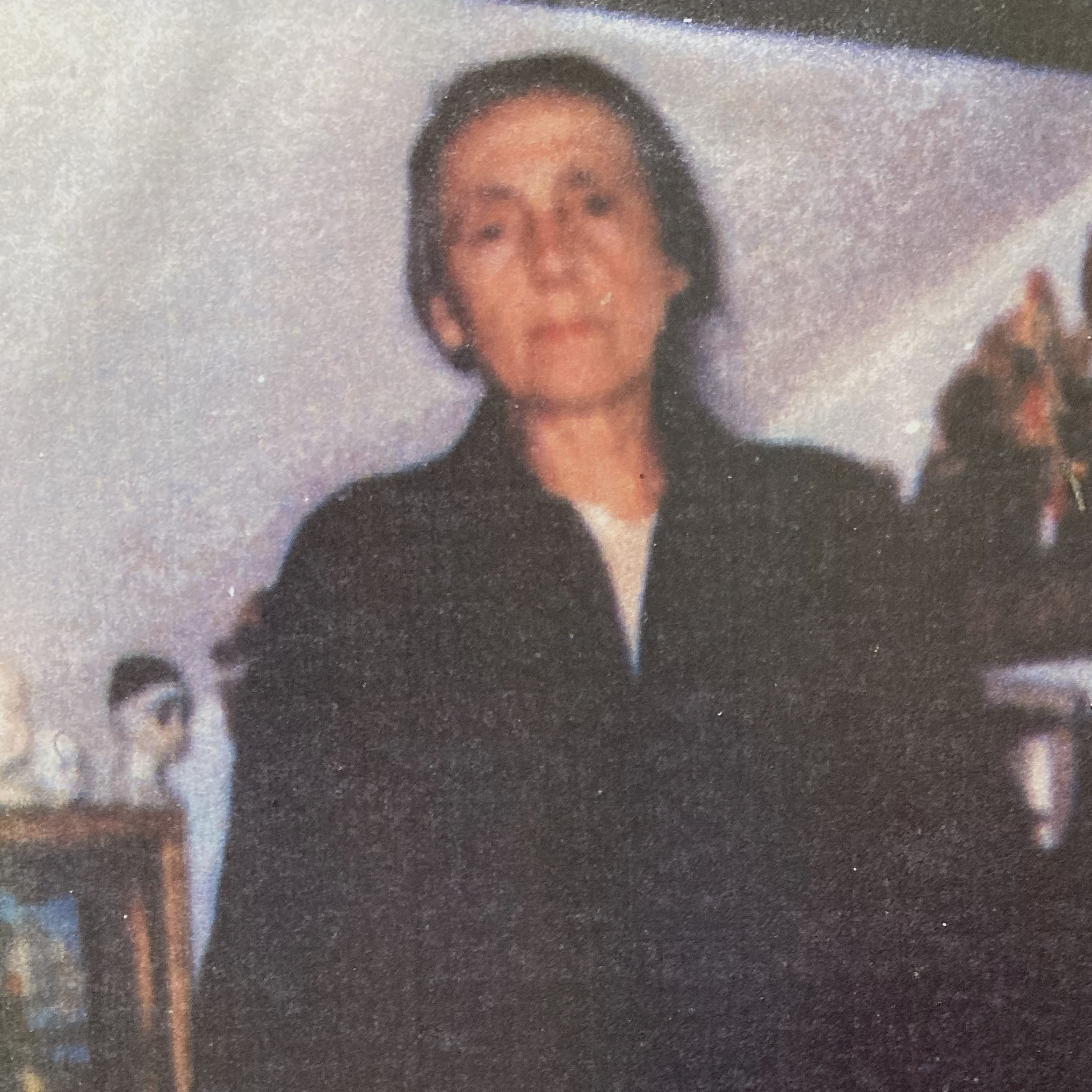
Suzanne Varbanesco

Dans l'un de ses ouvrages Jean Duraz met en scène en 1979 sous des pseudonymes la plupart des acteurs du groupe Témoignage, notamment Varbanesco sous le nom de Barva.
Après la mort du peintre en 1963 Suzanne Varbanesco (1912-1999), qui s'est elle-même tournée vers la peinture et la tapisserie,, donne en 1968, à l'occasion d'une exposition, des œuvres du peintre au musée de Bucarest, puis en 1987 au musée de Grenoble et en 1994 au musée d'Art et d'Archéologie de Valence des ensembles de dessins, peintures, gravures, photos et archives.
Des expositions rétrospectives de Dimitri Varbanesco sont présentées en 1965 et 1985 à Grenoble, en 1994 à Valence.

## L'œuvre
Varbanesco a déclaré : « Je ne suis pas surréaliste, j'ai une mythologie personnelle ». D'après Maurice Wantellet, « son message est inquiet et profond, et il souhaite faire partager son angoisse devant la folie du monde ». Pour Jean Bertholle, en 1985, « Les œuvres de Varbanesco, mystérieuses et visionnaires, n'ont aucune mesure avec le surréalisme mais bien plutôt avec le surnaturalisme puisé en sa terre natale ».
S'inspirant des légendes ancestrales et du folklore roumain, Varbanesco crée un univers personnel dans lequel « un bestiaire fantastique composé d'animaux et de figures mythologiques vient peupler des compositions situées aux frontières du surréalisme et du cubisme, entre figuration et abstraction ».
Selon Jean-Marie Dunoyer, « Hanté par la tradition de la Dacie hyperboréenne, Varbanesco se crée une mythologie personnelle assez voisine du surréalisme. C'est la confusion des règnes dans un monde onirique et cruel. La forêt se met en marche, les sacrificateurs à têtes d'oiseaux font la loi. Un bestiaire fabuleux est régenté par les chevaux, les taureaux, les rapaces ». Dans cette création « « d'objets vivants et d'êtres inanimés » (Louis Parrot (...) se succèdent les métamorphoses, (...) s'affirme la confusion des règnes ».
Les recherches ultérieures de Varbanesco aboutissent « à de savantes dislocations des formes (Le Coq et la Poule, 1947), à la décomposition de la lumière, à des transpositions voisines de l'abstraction », observe Jean-Marie Dunoyer : « Peu à peu, la facture se modifie, la composition se fragmente en triangles aux arêtes coupantes (...) Au cours des dernières années, les masses se fondent dans la lumière, dans un chatoiement de couleurs, comme les souches déchiquetées dans l'eau ».
En octobre 1962 sa dernière peinture, prémonitoire, a pour titre La dernière chevauchée (150 × 114 cm). Selon Suzanne Varbanesco, « Varba s'est vu mort sur un cheval effondré et lui en cavalier paysan roumain. Le cheval mort arrêté au bord du gouffre : l'homme regarde dans le vide sans crainte et des spectres de chevaux s'envolent dans le ciel. De la main droite il tient la bride du cheval et de la main gauche part une énorme flamme qui illumine le ciel ».

## L'œuvre gravé
Varbanesco a réalisé plusieurs séries d'estampes, pointes-sèches, eaux-fortes, burins et linogravures. Il a également gravé sur bois et sur d'anciennes plaques photographiques mises au rebut par l'hôpital où travaillait sa femme.
Sa presse à gravure (presse, 50 × 65,5 × 79 cm; table, 74 × 84 × 101 cm) a été donnée par Suzanne Varnanesco en 1989 à l'ACMAD (Association pour la création d'un Musée des artistes dauphinois) qui en a elle-même fait don au musée de Grenoble (n° inventaire MG 2017-1-164).

## Tentures
À partir de 1963 des tentures brodées ont été réalisées par Suzanne Varbanesco d'après des œuvres de son mari, notamment :
- Eforie nord (Paysage de Roumanie), 200 × 284 cm
- Transparences, 180 × 120 cm
- L'Ombre des saules, 100 × 207 cm
- La Météorite ou la voile rose, 198 × 131 cm
- Lagune, 232 × 176 cm[28]

## Musées et lieux publics

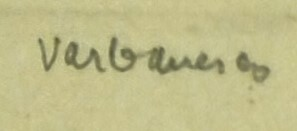
Signature de Dimitri Varbanesco

- Boulogne-Billancourt, Musée des Années Trente :

Le Sacre du Printemps, 1937-1938, huile sur toile
- Grenoble, Musée de Grenoble[29] :

Femme nue, 1935, huile sur contreplaqué; 69 × 58 cm, n° inventaire MG 2017-1-55 (Donation Suzanne Varbanesco)
Dégel en Maurienne, 1937, huile sur carton, 55 × 45,5 cm, n° inventaire MG 2017-1-56 (Donation Suzanne Varbanesco)
Le Couple (autre titre : Le Renouveau), 1938, Huile sur carton, 96,5 × 82,5 cm, n° inventaire MG 2017-1-57 (Donation Suzanne Varbanesco)
Le Dormeur, vers 1942, huile sur contreplaqué, 42,5 × 50 cm, n° inventaire MG 4220 (Donation Suzanne Varbanesco)
La Forêt en marche, 1945, huile sur toile, 60 × 81 cm, n° inventaire MG 2017-1-58 (Donation Suzanne Varbanesco)
Le Sacre du printemps, 1946, huile sur toile, 48,5 × 64,7 cm, n° inventaire MG 2017-1-59 (Donation Suzanne Varbanesco)
Deux fois deux cavaliers, 1947, huile sur toile, 48,5 × 65 cm, n° inventaire MG 4219 (Donation Suzanne Varbanesco)
Barrage, 1949, huile sur toile, 90 × 116 cm, n° inventaire MG 3163
Dans le courant, 1958, huile sur toile, 92 × 60 cm, n° inventaire MG 2017-1-60 (Donation Suzanne Varbanesco)
La Lagune, 1960, huile sur toile, 92 × 65,3 cm, n° inventaire MG 3206
Le vieil homme et la montagne, vers 1960, huile sur toile, 130 × 80,5 cm, n° inventaire MG 4222 (Donation Suzanne Varbanesco)
La dernière chevauchée, 1962, huile sur toile, 113,5 × 149,7 cm, n° inventaire MG 4221 (Donation Suzanne Varbanesco)
Deux cavaliers, avant 1963, huile sur toile, 129,8 × 81 cm, n° inventaire MG 4218 (Donation Suzanne Varbanesco)
La Femme et la bête, gouache, crayon et encre noire, 56 × 58 cm
Fleurs artificielles, huile sur papier marouflé sur contreplaqué, 55 × 33 cm
Cheval et cavalier noyés, pointe sèche, 24 × 29 cm (Donation Suzanne Varbanesco)
La horde, pointe sèche, 26,5 × 36,5 cm, deux épreuves sur papier noir et papier blanc (Donation Suzanne Varbanesco)
- Lyon, Musée des Beaux-arts (donation Françoise Dupuy-Michaud) :

Scène de rue, 1935, crayon et encre de Chine, 32,7 × 25 cm
Eaque, 1935, encre de Chine, 37 × 28,4 cm
Ormazd ou Le génie du bien, 1936, crayon et encre de Chine, 87 × 73 cm
Composition, vers 1969, huile sur papier, 23 × 28 cm
- Saint-Hilaire, Isère, centre médico universitaire Daniel-Douady, démoli en 2019 :

La Forêt en marche, 325 × 355 cm, déposé
Le Sacre du Printemps, 327 × 355 cm, déposé, désormais au Musée des Années Trente
- Paris, BNF :

Nu, eau-forte, 1935
Nu assis lisant, pointe sèche, 1936
Ruse d'oiseaux, eau-forte, 1937
Les Rois Mages, eau-forte, 1938
Le Saule foudroyé, pointe sèche, 1939
(Oiseau tonnerre), pointe sèche, 1939
Le Sacrificateur sacrifié, burin et pointe sèche, 1940
Cavalier dans le bois, pointe sèche, 1940
Don Quichotte, eau-forte, 1942
Bataille de chevrose, pointe sèche, 1942
Animal préhistorique, aquatinte, 1943
Le Scribe, eau-forte, 1943
Nu derrière les volets, linogravure, 1943
45 jointes sèches et burins pour illustrer un livre de Federico García Lorca, pointe sèche et burin, 1943-1945
Le Poisson, linogravure en couleurs, 1943-1945
Le Cavalier endormi, eau-forte, vers 1943
Cheval et cavaliers noyés, eau-forte, vers 1943
Une bête immobile, linogravure en couleurs, 1945
Coq et poule, linogravure en couleurs, 1945
La Femme derrière les persiennes, eau-forte, 1945
L'Heure du thé, burin, 1946
La Horde, pointe sèche, 1946
La lecture, pointe sèche, 1947
Nu bras relevés, pointe sèche, 1947
Le Toréador pour Chant funèbre de Federico García Lorca, burin, 1947-1948
Saint Resvinit, pointe sèche, vers 1947
Saint Resnnit ma maison, pointe sèche, vers 1947
L'Homme mourant, burin, 1947-1948
Oiseau - tonnerre, burin et pointe sèche, 1947-1948
Femme dernière les persiennes ; tombée de la nuit, linogravure en couleurs, 1948
Illustration pour les Chants funèbres de Federico García Lorca, pointe sèche, 1962
- Paris, Bibliothèque du Saulchoir :

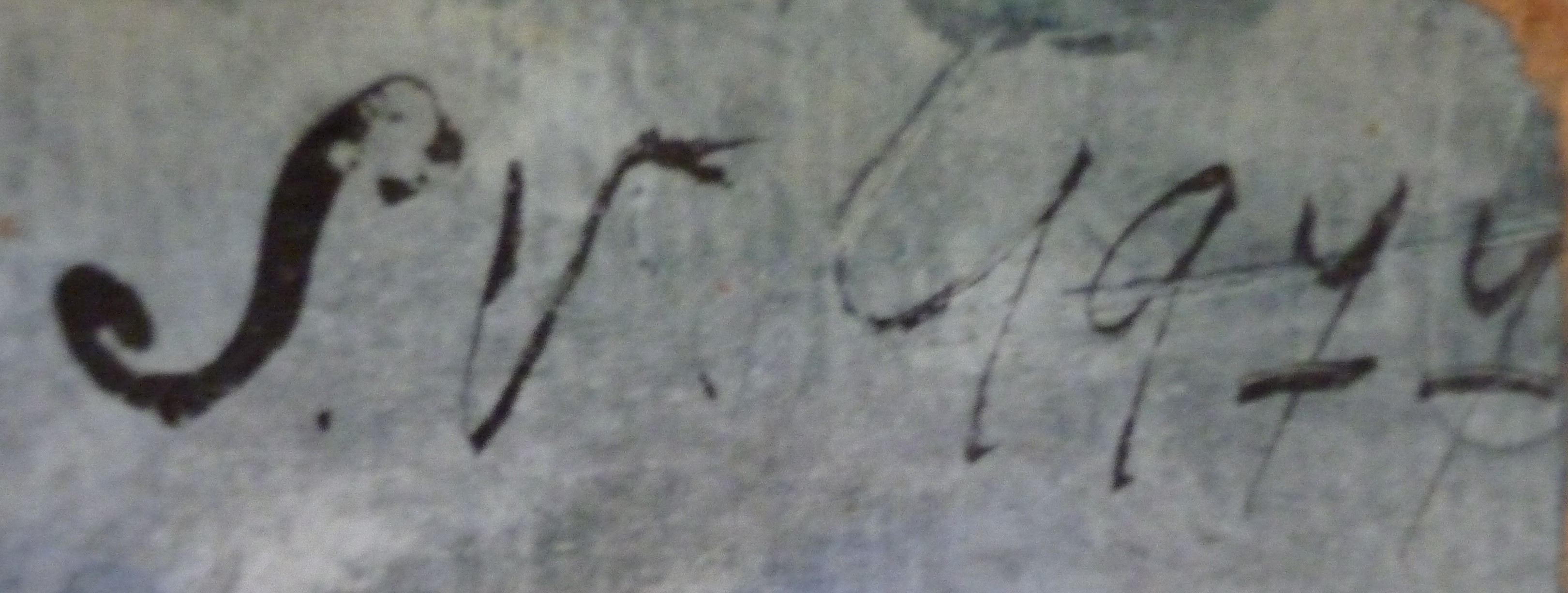
signature de Suzanne Varbanesco

150 gravures
- Valence, Musée d'Art et d'Archéologie de Valence :

Le Minotaure blessé, 1934, encre et aquarelle sur papier, 23 × 21 cm (Donation Suzanne Varbanesco)
Nature morte aux pommes, 1936, Huile sur papier marouflé sur isorel, 49 × 42 cm (Donation Suzanne Varbanesco)
Nature morte aux poires, 1936, peinture sur isorel, 64 × 55,3 cm (Donation Suzanne Varbanesco)
L'Oiseau tonnerre, 1941, dessin aux crayons de couleur et encre noire sur calque, 43 × 52 cm (Donation Suzanne Varbanesco)
Plante grasse dans l'atelier, 1948, huile sur papier marouflé sur isorel, 65 × 46 cm (Donation Suzanne Varbanesco)
Fleurs artificielle, 1948, huile sur papier marouflé sur contreplaqué, 55 × 33 cm (Donation Suzanne Varbanesco)
Plantes artificielles dans l'atelier, 1948, huile sur papier marouflé sur isorel, 55 × 32,5 cm (Donation Suzanne Varbanesco)
Poisson, 1948, gravure sur linoleum rehaussée de peinture à l'huile, 22,5 × 28 cm (Donation Suzanne Varbanesco)
L'Oiseau migrateur (Le Plongeon), 1950, 92 × 75 cm (Donation Suzanne Varbanesco)
Archives de Dimitri Varbanesco, 240 photographies, 28 cartes postales, plaques gravures, linogravures, correspondances, manuscrits, tapuscrits, livre de contes roumains, cahiers de notes, catalogues et cartons d'invitations d'expositions, documents administratifs, diplômes (Donation Suzanne Varbanesco)
- Villefranche-sur-Saône, musée Paul-Dini :

Le Dormeur, 1942, huile sur contreplaqué
L'oiseau Tonnerre, 1941.

## Illustration
- Panaït Istrati, La vie d'Adrien Zograffi, Guilde du livre, Lausanne, 1938.
- Cahiers GLM, 9e cahier, GLM, Paris, 1939 (5 dessins hors texte).
- Le temps de la poésie, V, GLM, Paris, 1950 (4 illustrations pour Lautréamont).

#### Catalogues

##### Expositions personnelles
- Varbanesco ou Histoires naturelles, texte de Louis Parrot, galerie MAI, Paris, 14-30 mai 1946.
- Dimitri Varbanesco, 1908-1963, texte de Gabrielle Kueny, Grenoble, Musée de peinture et de sculpture, 15 octobre-15 novembre 1965, (22p.).
- Varbanesco, peintures, gravures, dessins, Hôtel de Ville de Grenoble, espace Achard, 22 mai-22 juin 1985, n.p. (28 p.).
- Varbanesco, texte de Chrystèle Burgard, Angle Art Contemporain (La confusion des règnes) et Musée de Valence (Le dernier élan), avec la collaboration de la Ville de Saint-Paul-Trois-Châteaux, du Ministère de la Culture et de la Francophonie, de la DRAC Rhône-Alpes et de la Conservation Départementale de la Drôme, 1994 (54 p.) [contient une biographie, une analyse de l’œuvre, les notices des œuvres, des écrits sur l’art de Dimitri Varbanesco, une bibliographie, un inventaire de la donation de Suzanne Varbanesco et les œuvres exposées à Angle Art Contemporain et au Musée de Valence].

##### Expositions collectives
- Groupe Témoignage, 1936-1943, Musée des Beaux-Arts de Lyon, 1976.
- Marcel Michaud, Lyon, 1933-1958, Stylclair, Témoignage, Galerie Folklore, texte de Bernard Gavoty, Espace Lyonnais d'Art Contemporain, Lyon, 1989 (76 p.)  (ISBN 2906709271) - 2 reproductions d'œuvres de Varbanesco, p. 26.
- Le Poids du monde. Marcel Michaud (1898-1958), sous la direction de Laurence Berthon, Sylvie Ramond et de Jean-Christophe Stuccilli, musée des Beaux-Arts de Lyon, 22 octobre 2011 23 janvier 2012, Lyon, Fage éditions, 2011, 320 p.  (ISBN 9782849752517) - 6 reproductions d'œuvres de Varbanesco, p. 49, 124, 125 et 246.
- Lyon et l'art moderne, 1920 - 1942, musée Paul-Dini, 14 octobre 2012 - 10 février 2013.

#### Articles
- André Séverac, « Varbanesco », Variété, Revue française des Lettres et des Arts, no 3, 1er janvier 1946.
- Marcel Michaud, « Varbanesco le Dace », Constantes, no 4, juin 1951.
- Jean-Marie Dunoyer, « Varbanesco au musée de Grenoble », Le Monde, 29 octobre 1965, p. 13.
- Claude Magnan, « Sur les chemins dauphinois de la lumière et du temps », Le Dauphiné libéré, 24 octobre 1965.
- Jean-Jacques Lerrant, « La rétrospective Dimitri Varbanesco au Casino de Charbonnières », Le journal de Lyon, janvier 1966.
- Jean-Marie Dunoyer, « Le monde surréel de Varbanesco  », Le Monde, 10 juin 1985.
- (ro) Nicolae Scurtu, « Noi contribuții la biografia lui Dimitrie Vârbănescu », Sud, Giurgiu, janvier-février 2021.

#### Ouvrages généraux
- Le Trait, 46, avec un hommage à Dimitri Varbenesco et Michel Béret, Société des peintres-graveurs et lithographes indépendants, Salles d'exposition Wilson, Paris, 6-29 janvier 1968.
- Laurence Bertrand Dorléac, Histoire de l'art : Paris, 1940-1944, Ordre national, Traditions et Modernités, Publications de la Sorbonne, Paris, 1986
- Bernard Gavoty, Marcel Michaud, personnalité mythique du milieu de l'art Lyonnais dans les années 1930-1950, Mémoire de maîtrise sous la direction de M. Mady Menier, Université Lumière-Lyon-II, 1989.
- Laurence Bertrand Dorléac, L'Art de la défaite : 1940-1944, Paris, Seuil, 1993.
- Françoise Thomas de Closmadeuc / Perrot, Témoignage, un groupe d’artistes « lyonnais » entre 1936 et 1940, mémoire de maîtrise d'Histoire de l'Art sous la direction de Gilles Chomer, Université Lumière-Lyon-II, 1998.
- Michel-Georges Bernard, Jean Le Moal, Éditions Ides et Calendes, Neuchâtel, 2001 [Témoignage : p. 42-51]  (ISBN 2825801801).
- Alain Vollerin, Le groupe Témoignage de Lyon, Mémoire des Arts, Lyon, 2001 (120 p.)  (ISBN 2-912544-16-5) - 5 reproductions d'œuvres de Varbanesco
- Maurice Wantellet, Le Dauphiné et ses peintres, une source d'inspiration, Veurey/Grenoble, éditions Le Dauphiné, 2003, 51 p. (ISBN 2-911739-49-3)
- Laëtitia Blanchon-Gaudin, Regard sur Témoignage, mémoire de master I d'Histoire de l'art sous la direction d'Annie Claustres, Université Lumière-Lyon-II, 2010.